# Hrabstwo Waldo
Hrabstwo Waldo (ang. Waldo County) – hrabstwo w stanie Maine w Stanach Zjednoczonych. Zostało założone w 1827 roku.

## Geografia
Obszar całkowity hrabstwa obejmuje powierzchnię 852,74 mil² (2208,59 km²). Według szacunków United States Census Bureau w roku 2009 miało 38 287 mieszkańców. Jego siedzibą administracyjną jest Belfast.

### Miasta
- Belfast
- Belmont
- Brooks
- Burnham
- Frankfort
- Freedom
- Islesboro
- Jackson
- Knox
- Liberty
- Lincolnville
- Monroe
- Montville
- Morrill
- Northport
- Palermo
- Prospect
- Searsmont
- Searsport
- Stockton Springs
- Swanville
- Thorndike
- Troy
- Unity
- Waldo
- Winterport

### CDP
- Searsport
- Unity
- Winterport